# Julian Schmidt
Heinrich Julian Schmidt, född den 7 mars 1818 i Marienwerder, död den 27 mars 1886 i Berlin, var en tysk litteraturhistoriker.
Schmidt blev 1836 student vid Königsbergs universitet och 1842 lärare vid en realskola i Berlin, mottog 1847 en plats i redaktionen av den i Leipzig utgivna Die Grenzboten samt erhöll 1848, i förening med sin vän Gustav Freytag, ledningen av denna veckotidning. Kort efter sin ankomst till Leipzig utgav han sitt första mera betydande verk, Geschichte der Romantik im Zeitalter der Revolution und Restauration (1847). I "Grenzboten", som gjorde hans namn vida känt och fick stort inflytande, vände sig Schmidt mot snart sagt alla yttringar på det litterära området som inte var liberala eller lutherska och ställde sig, om än med mycken ensidighet, som banbrytaren för en ny realistisk poesi. Samma ståndpunkt intog han i två större litteraturhistoriska arbeten, som grundade sig på hans litterära kritiker: Geschichte der deutschen Nationalliteratur im 19:ten Jahrhundert (2 band, 1853; 5:e upplagan, 3 band, under titel Geschichte der deutschen Literatur seit Lessings Tod, 1865–67), som rönte mycket erkännande och stor spridning, samt Geschichte der französischen Literatur seit der Revolution (2 band, 1857, omarbetad upplaga 1873–74). År 1861 övertog Schmidt redaktionen av Berliner Allgemeine Zeitung, som likväl upphörde 1863. Till hans viktigare arbeten räknas, utom de nämnda, även Geschichte des geistigen Lebens in Deutschland von Leibniz bis auf Lessings Tod (1860–64) och Geschichte der deutschen Literatur von Leibniz bis auf unsere Zeit (omarbetad upplaga av det föregående, 5 band, 1886–90). Likaså är att märka Uebersicht der englischen Literatur im 19:ten Jahrhundert (1859, svensk översättning "Öfversigt af den engelska litteraturen under 19:de århundradet", 1871), Schiller und seine Zeitgenossen (samma år), Bilder aus dem geistigen Leben unserer Zeit (1870–74) och Porträts aus dem 19. Jahrhundert (1878). Ferdinand Lassalle riktade 1861 ett skarpt angrepp på Schmidt. Ruben Berg skriver i Nordisk familjebok: "Framstående analytiker och kulturskildrare, var S. knappast i stånd att frigöra sitt litterära omdöme från en politisk eller moraliserande tendens, om han än icke uppnådde sin samtida, historikern Gervinus i okänslighet för konstnärliga värdens betydelse."